# Hungry Hearts (film 2014)
Hungry Hearts è un film drammatico del 2014 diretto da Saverio Costanzo tratto dal romanzo Il bambino indaco di Marco Franzoso. È stato presentato in concorso al 71º Festival di Venezia, dove ha vinto due Coppe Volpi per le interpretazioni di Adam Driver e Alba Rohrwacher.

## Trama
Lo statunitense Jude e l'italiana Mina si incontrano a New York per una casualità: rimangono chiusi nel gabinetto di un ristorante cinese.
I due si innamorano e iniziano un'appassionata convivenza in un piccolo appartamento. Poco tempo dopo, la giovane, sebbene cercasse di evitare la maternità, si scopre incinta e si convince che il suo sarà un bambino speciale, come le ha profetizzato una chiromante. I due si sposano. Mina decide di proteggere il figlioletto dall'inquinato mondo esterno e lo alimenta, per preservarne la purezza, esclusivamente con frutta e verdura da lei stessa coltivata in terrazzo.
Inizialmente Jude asseconda le scelte di Mina, come quella di affidarsi alla medicina alternativa, ma dopo qualche mese, consultato un pediatra di fiducia, si accorge che l'ossessione della donna sta danneggiando la salute del bambino il quale non cresce a dovere a causa della denutrizione. Jude, secondo le raccomandazioni del pediatra, impone allora di alimentare il figlio con la carne, ma poiché Mina dà al bambino un olio che impedisce di assimilare il cibo dato dal padre, la situazione del bambino non cambia. Allo scoprire l'effetto debilitante dell'olio, Jude si infuria e, durante una colluttazione con Mina, le dà uno schiaffo. Mina prende il bambino e scappa, ma i due coniugi si riappacificano e ritornano assieme. In seguito però Jude decide di affidare a sua madre Anne il bambino. Mina, nel tentativo di portar via il bambino viene ostacolata da Jude; scivola a terra procurandosi una ferita al labbro. La donna si rivolge quindi alla polizia denunciando Jude di violenza; si presenta in casa di Anne e, scortata dalla polizia, si riprende il figlio.
A peggiorare la situazione, Jude apprende che anche se le prove contro la moglie sono supportate da parere medico, le possibilità che nell'immediato futuro il tribunale tolga alla donna la custodia del figlio sono comunque pochissime, gettandolo nella disperazione date le possibili conseguenze. Dopo qualche giorno riceve una telefonata dalla polizia: Anne ha ucciso Mina, convinta che fosse l'unico modo per salvare il bambino.

## Riconoscimenti
- 2015 - David di Donatello
  - Nomination Miglior film
  - Nomination Miglior regista a Saverio Costanzo
  - Nomination Miglior sceneggiatura a Saverio Costanzo
  - Nomination Migliore attrice protagonista a Alba Rohrwacher
  - Nomination Migliore fotografia a Fabio Cianchetti
  - Nomination Miglior montaggio a Francesca Calvelli
  - Nomination Migliore colonna sonora a Nicola Piovani
- 2015 - Nastro d'argento
  - Migliore colonna sonora a Nicola Piovani
  - Nomination Regista del miglior film a Saverio Costanzo
  - Nomination Migliore produttore a Mario Gianani e Lorenzo Mieli (Wildside) con Rai Cinema
  - Nomination Migliore attrice protagonista a Alba Rohrwacher
  - Nomination Miglior fotografia a Fabio Cianchetti
  - Nomination Miglior montaggio a Francesca Calvelli
- 2015 - Globo d'oro
  - Miglior attrice a Alba Rohrwacher
- 2014 - Mostra internazionale d'arte cinematografica di Venezia
  - Migliore interpretazione maschile ad Adam Driver
  - Migliore interpretazione femminile ad Alba Rohrwacher
  - Nomination Leone d'oro a Saverio Costanzo
- 2015 - Ciak d'oro
  - Nomination Migliore sceneggiatura a Saverio Costanzo
  - Nomination Migliore fotografia a Fabio Cianchetti
  - Nomination Migliore colonna sonora a Nicola Piovani
  - Nomination Migliore produttore a Mario Gianani, Lorenzo Mieli (Wildside) con Rai Cinema
- 2015 - Bari International Film Festival
  - Premio Anna Magnani - Migliore attrice protagonista a Alba Rohrwacher
  - Premio Giuseppe Rotunno - Migliore fotografia a Fabio Cianchetti
- 2015 - Bobbio Film Festival
  - Premio "Gobbo d'oro" al Miglior Film a Saverio Costanzo